# 한준희·장지현의 원투펀치
한준희·장지현의 원투펀치는 KBS의 한준희 해설위원과 SBS의 장지현 해설위원 간의 설전이 펼치는 축구 전력 분석 전문 프로그램이다. 총 3부제로 하는데, 매주 수요일마다 1부를 하고, 매주 목요일마다 2부를 하며, 매주 금요일마다 3부를 한다.

## 출연진
- MC : 정순주
- 패널 : 한준희, 장지현
- 기타 출연진 : 임형철

## 주요 코너

### 코너 RED
매주 수요일마다 방송되며, 정순주와 한준희가 출연한다. 이는 처음 원투펀치를 시작했을 때, 한준희 앞에 있는 권투용 장갑 색깔이 빨간색이기도 하고, 그가 좋아하는 축구 구단이 상징색이 빨강인 축구단 중 하나인 아스널 FC이기 때문에 빨강 컨셉을 잡았으며 무대 컨셉은 북카페이다. 코너 RED는 주로 K리그, 대한민국 국가대표 친선 경기 등 국내 축구와 관련된 소식을 전하는 코너이다.

### 코너 BLUE
매주 목요일마다 방송되며, 정순주와 장지현이 출연한다. 이는 처음 원투펀치를 시작했을 때, 장지현 앞에 있는 권투용 장갑 색깔이 파란색이기도 하고, 그가 좋아하는 축구 구단이 상징색이 파랑인 축구단 중 하나인 첼시 FC이기 때문에 파랑 컨셉을 잡았으며 무대 컨셉은 학교 교실이다. 코너 BLUE는 주로 UEFA 챔피언스리그, UEFA 유로파리그, UEFA 유로파콘퍼런스리그 등 국외 축구, 특히 유럽 프로 축구와 관련된 소식을 전하는 코너이다. 예전에는 일부 스태프들이 간접 출연했었으나, 요즘에는 코너 YELLOW를 통해서 일반인 두 명 정도가 출연한다.

### 코너 YELLOW
매주 금요일마다 방송되며, 처음에는 정순주가 단독 출연했지만, 원투펀치에 임형철이 합류하면서, 24회부터는 임형철과 같이 출연한다. 코너 YELLOW는 보통 주말에 자리잡은 여러 축구 경기 일정을 보고, 어느 팀이 이길 것인가를 예측해보는 코너이다. 언뜻 보면, 시즌 3때 했었던 '승부예측'을 계승한 코너이다. 일반인들도 승부예측에 참여할 수 있으며, 카카오 채널 '원투펀치'에서 승부를 예측할 수 있다. 이때, 진행자 정순주가 적중한 경기 수보다 많은 경기 수를 적중한 자는 코너 RED 또는 코너 BLUE에 출연할 수 있는 기회를 얻게 된다.

### 코너 GREEN
코너 GREEN은 국내외 축구 경기에서 가장 주목받을 만한 경기 전술을 분석하는 코너이며, 정순주와 SPOTV 축구 해설위원인 임형철이 출연한다.

## 대회
다음 목록은 원투펀치에서 주로 꺼내는 대회들이다.
- K리그1
- 대한민국 국가대표 친선 경기
- 프리미어리그
- 라리가
- 분데스리가
- 세리에 A
- 리그1
- UEFA 챔피언스리그
- UEFA 유로파리그
- UEFA 유로파컨퍼런스리그
- UEFA 네이션스리그
- UEFA 유로
- 코파 아메리카
- FIFA 월드컵

## 같이 보기
- 한준희
- 장지현